# ألكس سوموزا
ألكس سوموزا (بالكتالونية: Alex Somoza Losada)‏ هو لاعب كرة قدم أندوري في مركز الوسط، ولد في 7 يوليو 1986 في أندورا لا فيلا في أندورا. شارك مع منتخب أندورا لكرة القدم. أما مع النوادي، فقد لعب مع نادي أندورا لكرة القدم ونادي سانتا كولوما.

## وصلات خارجية
- ألكس سوموزا على موقع الاتحاد الدولي (مؤرشف)  (الإنجليزية)
- ألكس سوموزا على موقع الاتحاد الأوربي (الإنجليزية)
- ألكس سوموزا على موقع قاعدة بيانات كرة القدم.إي يو (الإنجليزية)
- ألكس سوموزا على موقع ناشيونال فوتبول تيمز (الإنجليزية)